# Кьюбитт, Генри, 2-й барон Эшкомб
Генри Кьюбитт (англ. Henry Cubitt; 14 марта 1867 — 27 октября 1947) — британский аристократ, 2-й барон Эшкомб с 1917 года, кавалер ордена Бани. До получения титула заседал в Палате общин (1892—1906). Прадед королевы Камиллы, жены Карла III.

## Биография
Генри Кьюбитт родился в 1867 году в семье политика Джорджа Кьюбитта (депутата Палаты общин от консервативной партии) и его жены Лауры Джойс. Он учился в Итоне и в Тринити-колледже в Кембридже, где получил степени бакалавра искусств (1889) и мастера искусств (1891). В 1892 году его отец получил титул барона Эшкомба. Генри с этого момента до 1906 года заседал в Палате общин как представитель Рейгата (Суррей). В 1905—1939 годах он занимал должность лорда-лейтенанта Суррея, в 1911 году был награждён орденом Бани. После смерти отца в 1917 году Кьюбитт занял место в Палате лордов как 2-й барон Эшкомб. 
Барон был почётным полковником в 4-м батальоне королевского западносуррейского полка, командовал Суррейским добровольческим полком, был лейтенантом-полковником и почётным полковником суррейских йоменов. 
Барон был женат на Мод Калверт, дочери полковника Арчибальда Калверта и Констанс Петерс. В этом браке родились:
- Генри (1892—1916)[3];
- Алик (1894—1917)[3];
- Уильям (1896—1918)[3];
- Роланд (1899—1962), 3-й барон Эшкомб (его дочь Розалинд стала женой Брюса Шанда и матерью Камиллы, жены короля Карла III)[1];
- Арчибальд (1901—1972)[3];
- Чарльз (1903—1979)[3][5].